# میکله مارا
میکله مارا (ایتالیایی: Michele Mara; ۲ اکتبر ۱۹۰۳ – ۱۸ نوامبر ۱۹۸۶) دوچرخه‌سوار اهل ایتالیا بود.